# H.323
H.323 ist ein H.-Standard, genauer ein Protokoll der H.32X-Serie, das auch die Kommunikation über öffentliche Telefonnetze und ISDN enthält.
Es ist eine übergeordnete Empfehlung der ITU-T, in der Protokolle definiert werden, die eine audio-visuelle Kommunikation auf jedem Netzwerk, das Pakete überträgt, ermöglichen. Es ist zurzeit in verschiedenen Anwendungen wie zum Beispiel NetMeeting und OpenH323 implementiert.

## Allgemeines

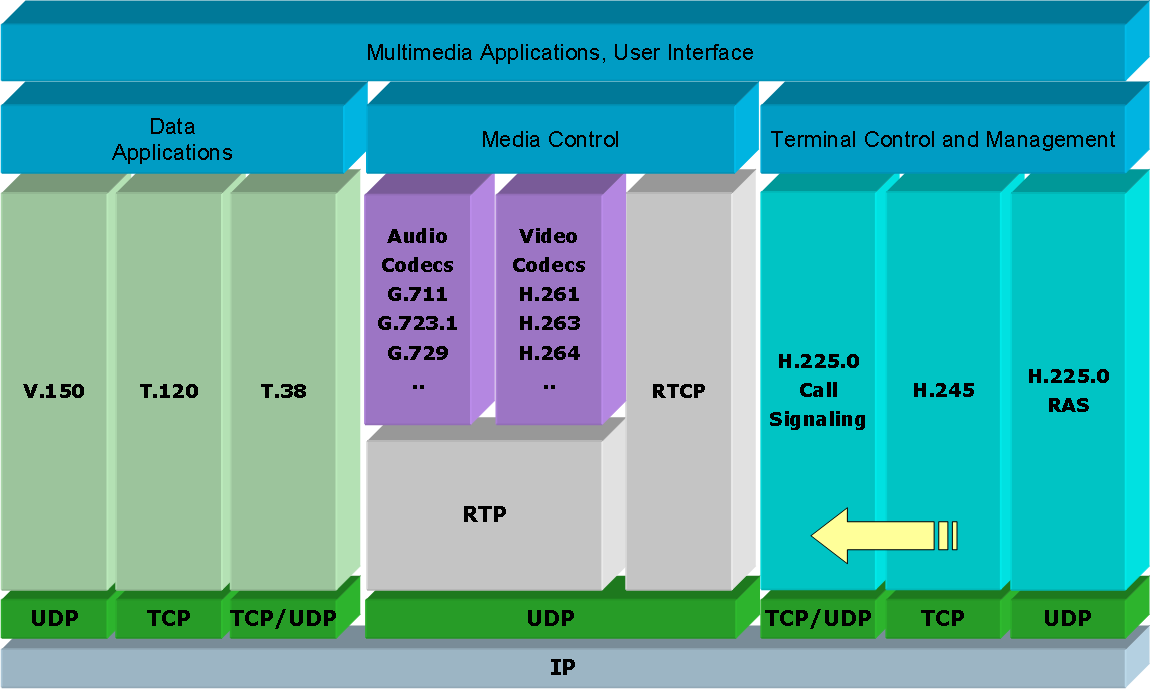
H.323-Protokollstapel

Eine Stärke von H.323 war die relativ frühe Verfügbarkeit als eine Menge an Standards, die nicht nur das grundlegende Rufmodell, sondern zusätzlich auch die Leistungsmerkmale definieren, welche benötigt werden, um den Erwartungen für Geschäftskommunikation gerecht zu werden. H.323 war der erste IP-Telefonie-Standard, der den IETF-Standard RTP adaptiert hat, um Audio und Video über IP-Netzwerke zu transportieren.
Weitere Protokolle für IP-Telefonie sind das weit verbreitete SIP, Jingle, Skype und IAX.
H.323 basiert auf dem ISDN-Protokoll Q.931 und ist daher gut für Interworking-Szenarien zwischen IP und ISDN, bzw. zwischen IP und QSIG geeignet. Ein Rufmodell, ähnlich dem ISDN-Rufmodell, erleichtert die Einführung der IP-Telefonie in existierende Netzwerke, die aus ISDN-basierten TK-Anlagen bestehen. Eine sanfte Migration in Richtung IP-basierter Telefonanlagen wird dadurch planbar.
Zum Kontext von H.323 gehört ein Gatekeeper mit zusätzlichen Leistungsmerkmalen (siehe unten).
H.323 baut auf vielen anderen ITU-T-Protokollen auf, zum Beispiel:
- H.225.0 beschreibt die Rufsignalisierung, die Medien (Audio und Video), die Umwandlung des Datenstroms in Pakete, die Synchronisierung des Datenstroms und die Kontrolle des Nachrichtenformats.
- H.245 beschreibt die Nachrichten und Verfahrensweisen für das Öffnen und Schließen logischer Kanäle, die zur Übertragung von Audio, Video und Daten dienen; sowie den Austausch, die Kontrolle und Anzeige der Übertragungskapazitäten.
- Der H.450-Standard definiert zusätzliche Telefoniefunktionen, um beispielsweise die Leistungsmerkmale von ISDN auf IP abzubilden.
- H.235 ist für Sicherung und Authentifizierung zuständig.

## Gatekeeper
Ein Gatekeeper ist ein Gerät, das wesentliche Gateway-Funktionalitäten zwischen IP-Netz und Telefonnetz in einer IP-Telephonie-Installation übernimmt. Es setzt die im H.323-Rahmenstandard definierten Schnittstellenfunktionen um und dient hauptsächlich der Emulation des PSTN-Verbindungsaufbaus über das IP-Netz und der Anpassung der Datenströme. Dazu übernimmt er die Signalisierung, die notwendige Übersetzung von Telefonnummern in IP-Adressen und umgekehrt sowie später die Paketierung des synchronen Datenstroms aus dem Telefonnetz in IP-Pakete nach dem H.225-Standard.
Des Weiteren ist er für die Verwaltung einer Zone verantwortlich, welche Terminals, Gateways und Multipoint Control Units beinhaltet.

## Clients

### Open-Source
- Ekiga (Linux, Unix, Windows)
- OpenH323 (plattformunabhängig)

### Freeware
- NetMeeting (Windows 9X, 2000, XP)
- Windows Phone Dialer (Windows 2000, XP)
- XMeeting (Mac OS X)

### Kommerziell
- LifeSize Softphone
- Emblaze Vcon vPoint HD
- Spranto (vormals Pacphone)
- Polycom PVX

## Server

### Freie-Software-Gatekeeper
- GNU Gatekeeper (Windows, Linux, Mac OS X)